# Hornalka
Hornalka (Cerorhinca monocerata) är en fågel i familjen alkor inom ordningen vadarfåglar som förekommer i norra Stilla havet.

## Kännetecken

### Utseende
Hornalkan är en medelstor (35-38 cm) och satt alka, jämnstor med lunnefåglarna som den är nära släkt med. Fjäderdräkten är generellt mörk, med mörkgrå ovansida, helmörka vingar, grå undersida men vit buk. Huvudet är kilformat med lång och kraftig, gulaktig näbb. I häckningsdräkt har den två vita plymer på huvudet, dels från ögat och bak i nacken, dels från mungipan ner mot halsen. Från innersta delen av övre näbbhalvan sticker ett märkligt vitt "horn" upp som gett arten dess namn.

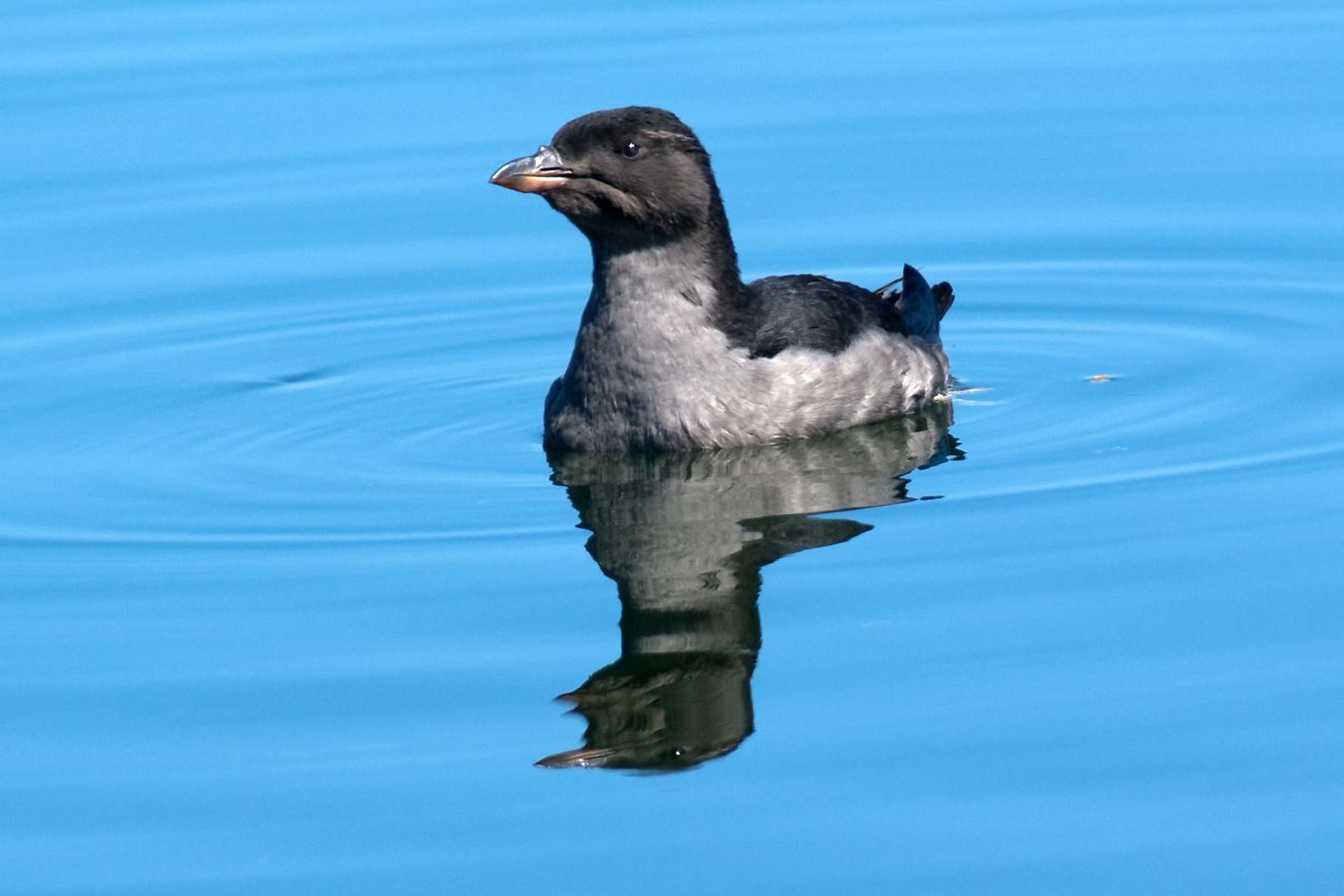
I vinterdräkt.

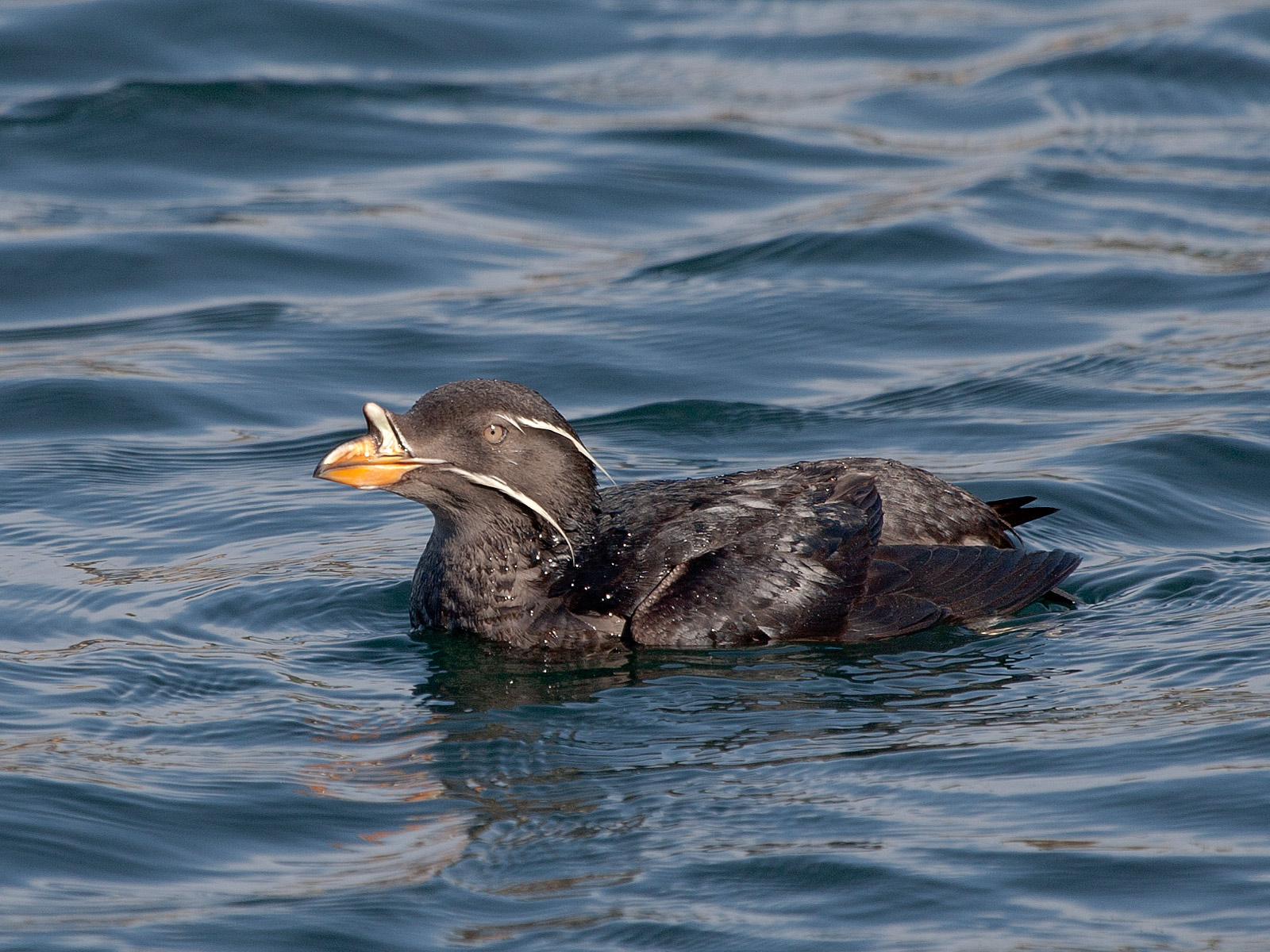
I häckningsdräkt.

### Läten
På häckplats hörs en serie med sju till tolv råmande läten för att underlätta paren att hitta varandra på natten. Även korta och snabba skällande läten hörs.

## Utbredning och systematik
Hornalkan placeras som enda nu levande art i släktet Cerorhinca, men är nära släkt med lunnefåglarna i Fratercula. Fågeln häckar dels i östra Asien, dels i nordvästra och västra Nordamerika. I Asien förekommer den från östra Ryssland, södra Sachalin och södra Kurilerna till Japan och möjligtvis nordostligaste Korea. I Nordamerika häkar den i centrala Aleuterna samt från södra och sydöstra Alaska till British Columbia, västra Washington och Kalifornien, så långt söderut som till Channel Islands. Den övervintrar ute till havs och utmed kusterna, i Asien nära häckningsområdena, i Nordamerika huvudsakligen från södra British Columbia söderut till Baja California. Den behandlas som monotypisk, det vill säga att den inte delas in i några underarter.

## Levnadssätt

### Häckning
Hornalkan anländer till häckningskolonierna mellan slutet av mars och början av april, något senare längst i norr. Den häckar i på öar i utgrävda bohålor eller i naturliga grottor och håligheter mellan en och fem meter djupa. Helst föredrar den att häcka i svaga sluttningar för att underlätta när den tar till vingarna. Fågeln lägger ett enda ägg som ruvas av båda föräldrar i 45 dagar. Ungen matas sedan varje kväll på lunnefågelmanér med en näbb full med fisk, troligen en anpassning för att undvika predation och kleptoparasitism från måsfåglar.

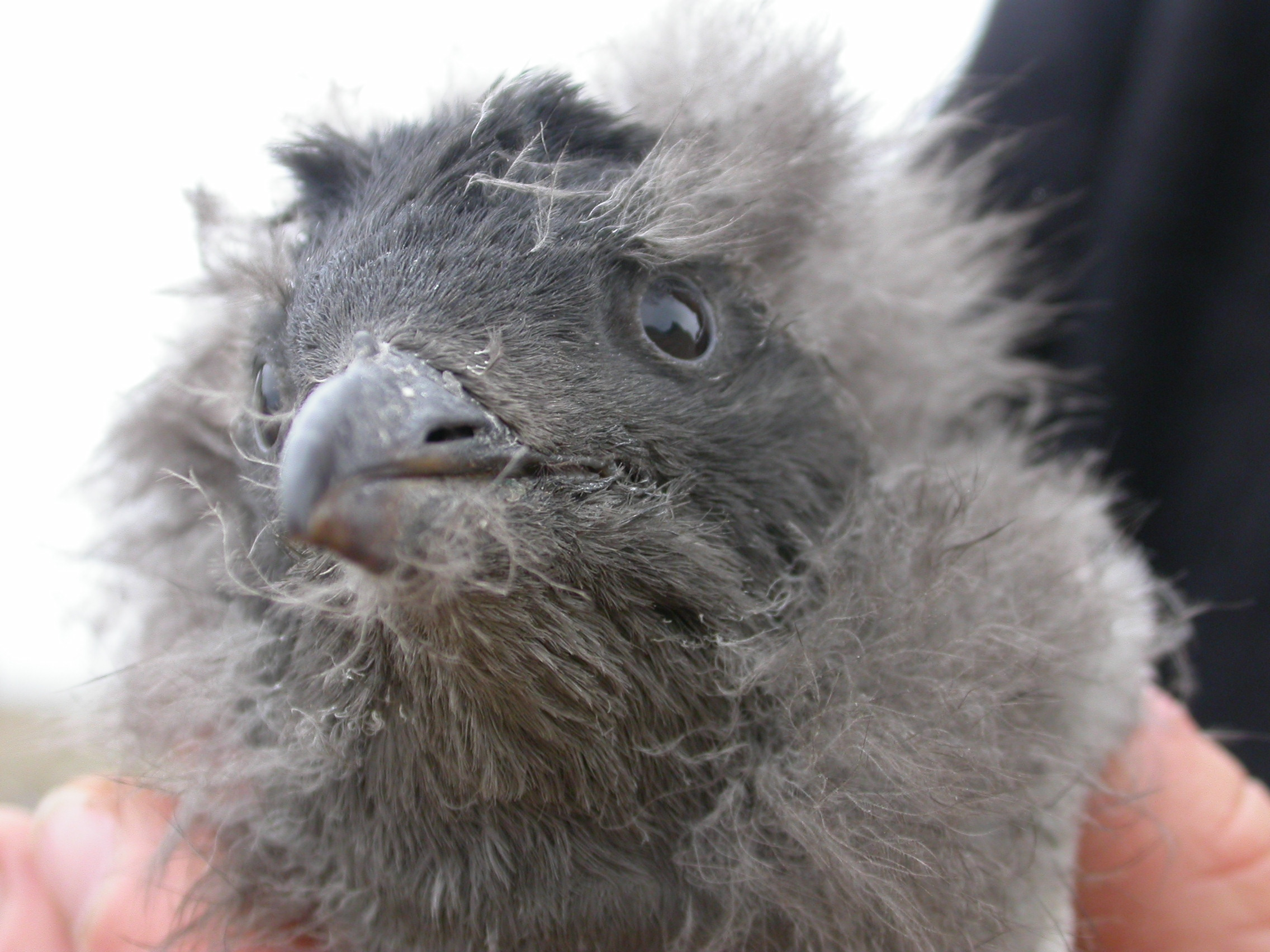
Hornalkans unge.

### Föda
Hornalkan lever mestadels av fisk, med inslag av krill och bläckfisk. Under häckningstid fiskar den nära kusten på medeldjupt vatten. Den kan dyka upp till 57 meter och stanna under vatten i 148 sekunder.

## Status och hot
Arten har ett stort utbredningsområde och en stor population, men tros minska i antal till följd av predation från invasiva djur, dock inte tillräckligt kraftigt för att den ska betraktas som hotad. Internationella naturvårdsunionen IUCN kategoriserar därför arten som livskraftig (LC). Världspopulationen uppskattas till fler än 1,3 miljoner individer.